# Cap Inubō
Le cap Inubō (犬吠埼, Inubō-saki) est un cap du Japon situé sur l'île de Honshū et s'avançant dans l'océan Pacifique.

## Géographie

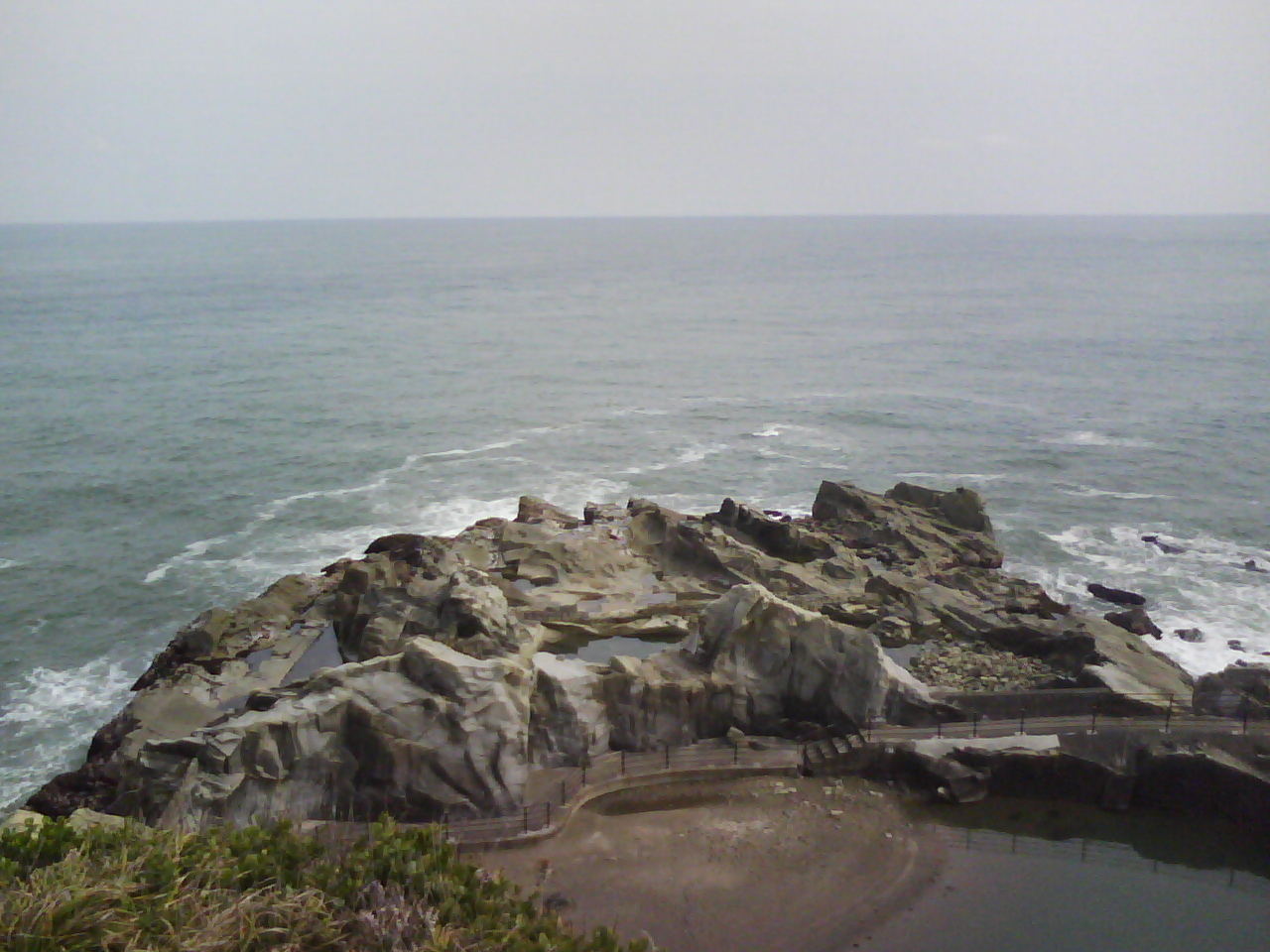
Vue de la pointe du cap Inubō face à l'océan Pacifique.

Le cap Inubō constitue l'extrémité orientale de la plaine de Kantō. La ville de Kamisu et l'embouchure du fleuve Tone se trouvent juste au nord du cap.